# Polygamie

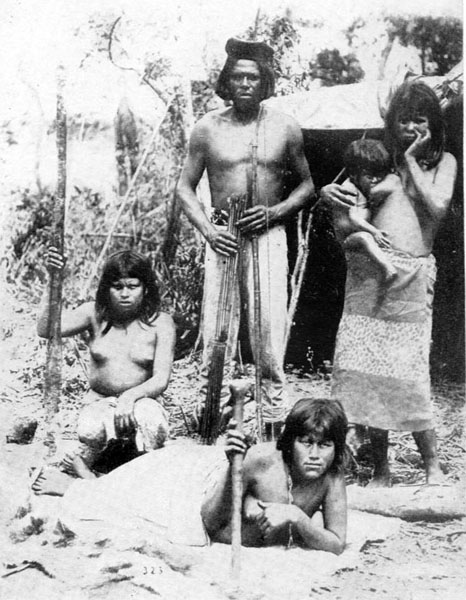
Toba-stamhoofd en zijn vrouwen
(1892), Revista Geográfica Americana

Polygamie (πολυ (poly) = veel; γαμος (gamos) = huwelijk) is een huwelijksvorm waarbij één persoon tegelijkertijd gehuwd is met twee of meer personen.

## Definities

### Antropologie
Indien er sprake is van meerdere vrouwen bij één man dan spreekt men van polygynie of veelwijverij. Polyandrie is de situatie van meerdere mannen bij één vrouw. Naast monogamie komt polygynie bij de meeste samenlevingen voor, maar polyandrie slechts zeer zelden.
 Bigamie is het tegelijkertijd met twee partners gehuwd zijn; het is een bijzondere vorm van polygamie. Een groepshuwelijk is een huwelijk waarbij er meerdere mannen en meerdere vrouwen allemaal met elkaar getrouwd zijn (niet te verwarren met de andere betekenis van het woord: het tegelijkertijd sluiten van meerdere gewone huwelijken in één ceremonie).
Het hebben van meerdere of wisselende (seksuele of liefdes) partners buiten een min of meer normaal huwelijk valt niet onder het begrip polygamie, maar wordt vrije liefde ofwel polyamorie genoemd. Polygamie verschilt van polyamorie, doordat het bij polygamie om een formele of wettelijke, echtelijke verbintenis (rationele verbinding) gaat, terwijl het bij polyamorie om een liefdesverbinding (emotionele verbinding) gaat.

### Biologie
In de zoölogie betekent polygamie dat een dier met meerdere soortgenoten paart tijdens één voortplantingsseizoen. Ook in de dierenwereld komt polygynie vaker voor dan polyandrie. Ook polygynandrie (zowel mannetjes als vrouwtjes hebben meerdere partners) komt voor.
Alle soorten streven ernaar hun eigen erfelijk materiaal te laten voortleven. Bij zoogdieren kan een wijfje niet zwanger worden als ze al zwanger is, en dus zal een mannetje geen concurrentie dulden van andere mannetjes. Met andere woorden, polygynie is eventueel acceptabel, polyandrie niet.
In de botanie is polygamie het voorkomen van zowel tweeslachtige als eenslachtige bloemen op hetzelfde individu of op verschillende individuen van dezelfde soort. Talrijke variaties zijn mogelijk, bijvoorbeeld androdioecie, andromonoecie, gynodioecie en gynomonoecie. De es is trioecisch polygaam: er zijn bomen met alleen mannelijke bloemen en andere met alleen vrouwelijke, met alleen tweeslachtige, of met een combinatie daarvan.

## Opvattingen
Polygamie wordt in de meeste hedendaagse landen en culturen niet toegestaan. In sommige culturen en enkele sekten en religies komt polygamie echter voor. Polygamie is vaak niet verboden.

### Oude Testament
In de Bijbel zijn verscheidene verzen die polygamie reguleren (Exodus 21:7-10, Deuteronomium 21:15-17, 25:5-6 (als de man al getrouwd is; de leviraatsplicht)). Verscheidene Bijbelse figuren hadden meerdere vrouwen: Lamech, Abraham, Jakob, Esau, Gideon, Saul, David, Salomo, Rechabeam, Elkana, Assur, Abia en Joas van Juda.

### Islam
Terwijl de islam op grond van de Koran (Soera De Vrouwen 3) polygynie toelaat onder bepaalde voorwaarden, is polyandrie er niet toegestaan.
De islam beperkt het maximum aantal vrouwen dat een man kan huwen tot vier en verbindt er een aantal voorwaarden aan. Mohammed was uitgezonderd van dit maximum. Een polygaam huwelijk wordt alleen toegestaan indien de man in staat is om de vrouwen goed en gelijkwaardig te behandelen. Hij moet zijn vrouwen en kinderen bovendien financieel kunnen onderhouden. Polygamie dient bovendien toegestaan te zijn door de overheid van het land waar men huwt.

### Mormonen
Joseph Smith, stichter van de Kerk van Jezus Christus van de Heiligen der Laatste Dagen, praktiseerde sinds 1831 in het geheim polygamie en heeft zo'n 27 vrouwen getrouwd naast zijn formele echtgenote Emma Smith. Van 1852 tot 1890 was polygamie onder de mormonen officieel toegestaan. Onder leden van afsplitsingen van de mormoonse kerk wordt het hebben van meerdere vrouwen nog steeds geaccepteerd.

## Wetgeving van staten

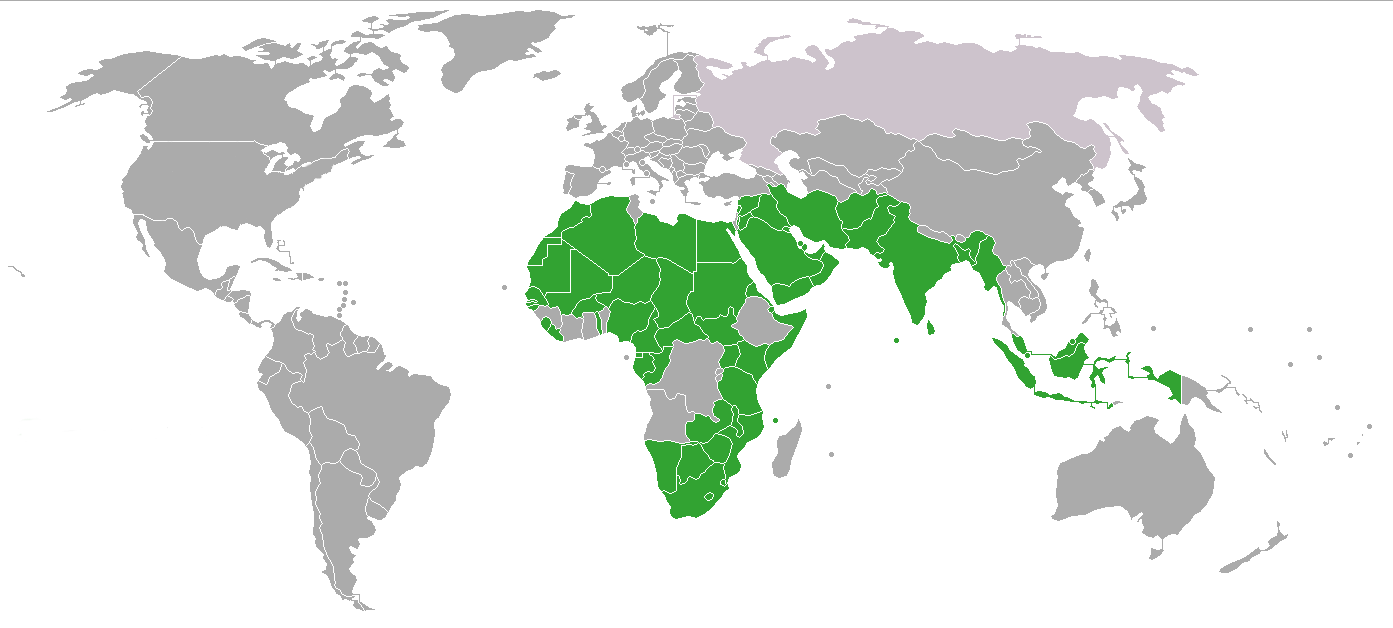
In de groene landen is polygamie toegestaan (situatie 2006)

Polygamie is onder meer mogelijk in Marokko, Kameroen, Egypte, Pakistan en India, maar soms alleen als er een speciale reden voor is (zie ook hieronder). In de meeste landen is het bij wet verboden.

### Marokko
In Marokko is polygynie toegestaan, maar polyandrie niet. Sinds de invoering van de nieuwe Mudawana (familiewet) van 2003/2004 kan een man alleen met een tweede vrouw trouwen onder de volgende voorwaarden:
- er is een uitzonderlijke en objectieve rechtvaardiging voor de polygynie
- de eerste vrouw stemt ermee in
- de man heeft voldoende financiële middelen

### Turkije
Sinds de inwerkingtreding van het Turks Burgerlijk Wetboek in 1926 is polygamie in Turkije verboden en wordt het ingevolge artikel 230 van het Turks Wetboek van Strafrecht gecriminaliseerd met een gevangenisstraf van ten hoogste twee jaren. Alhoewel polygamie vrij zeldzaam is, komt het in praktijk in sommige delen van het land, met name in de overwegend Koerdische regio’s Zuidoost-Anatolië en Oost-Anatolië, op grote schaal voor.

### Kameroen

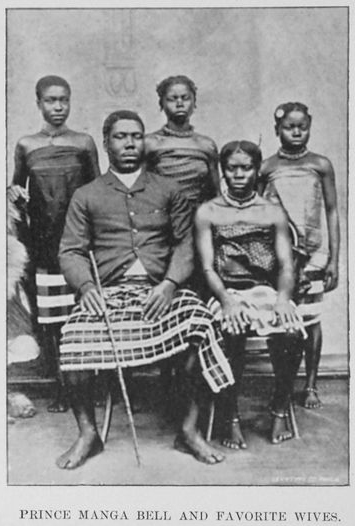
Prins Manga Bell en zijn favoriete vrouwen, 1895

Polygamie is legaal in Kameroen en komt voor om reden van zowel status als rijkdom. Ook krijgt de man op deze manier de beschikking over goedkope werkkrachten om op het land te werken of vee te verzorgen. Polygamie komt het vaakst voor in de landelijke gebieden. Er is geen limiet op het aantal vrouwen dat een man kan nemen, wat zeldzaam is voor de meeste landen die polygamie toestaan. Sommige Chiefs hebben 250 vrouwen, maar gebruikelijk is 2 tot 8. Op het land leven vrouwen met hun kinderen in eigen hutten rond de hut van een man. De oudste vrouw vervult een belangrijke rol in de familie en beslist over vrijwel alle familiaire zaken. De onderlinge band tussen de vrouwen kan zeer hecht zijn. De man is verantwoordelijk voor handel en veiligheid. Vrouwen worden veelal uitgezocht door de vader van de man.

### België
In België is polygamie niet toegestaan door artikel 147 van het Burgerlijk Wetboek: Men mag geen tweede huwelijk aangaan voor de ontbinding van het eerste. Het Strafwetboek (artikel 391) verbiedt het uitdrukkelijk als een "misdaad tegen de openbare orde der familie en de openbare zedelijkheid": Hij die, door de banden van het huwelijk verbonden, een ander huwelijk aangaat vóór de ontbinding van het vorige, wordt gestraft met opsluiting (dit is vijf tot tien jaar). Voor iemand met de Belgische nationaliteit geldt dit verbod wereldwijd; een vreemdeling is alleen strafbaar als hij zijn tweede of volgende huwelijk weer in België aangaat. Het tweede huwelijk afgesloten in het buitenland is niet rechtsgeldig in België.

### Nederland
In Nederland bepaalt het Burgerlijk Wetboek: "Een persoon kan tegelijkertijd slechts met één andere persoon door het huwelijk verbonden zijn." (Boek 1, artikel 33). Het Wetboek van Strafrecht (artikel 237) maakt het voor een gehuwde strafbaar om ook nog met iemand anders te trouwen; ook trouwen met een partner wetend dat die al getrouwd is, is strafbaar. In beide gevallen is de maximale gevangenisstraf 4 jaar (6 jaar indien de huwelijkse staat voor de tweede partner is verzwegen). Iemand met de Nederlandse nationaliteit (al dan niet met ook nog een andere nationaliteit) is ook strafbaar als het tweede of volgende huwelijk buiten Nederland plaatsvindt. Als een niet-Nederlander die in Nederland woont, met meerdere mensen is getrouwd (waarbij in ieder geval het tweede en de eventuele volgende huwelijken buiten Nederland hebben plaatsgevonden) of getrouwd is met iemand die ook met een of meer andere mensen is getrouwd, dan wordt een en ander wel bij de burgerlijke stand geregistreerd (althans, bekend is dat dit in Amsterdam en Rotterdam gebeurt). Wie de Nederlandse nationaliteit wil bemachtigen, zal eerst zo vaak moeten scheiden dat nog slechts één huwelijk overblijft.

#### Polygaam samenlevingscontract in Nederland
De wettelijkheid van polygame levensvormen in het algemeen is in Nederland minder duidelijk. In tegenstelling tot het huwelijk is het mogelijk een samenlevingscontract met meer dan een persoon tegelijkertijd aan te gaan. Dit werd op 23 september 2005 in Roosendaal voor het eerst toegepast. Het samenlevingscontract werd ondertekend door Victor de Bruijn en twee vrouwen en daarna gevierd alsof het een huwelijk betrof. Nadat de Nederlandse minister van Justitie Piet Hein Donner (CDA) gevraagd werd naar de wettelijkheid van deze constructie, stelde de minister dat deze niet onwettig is en zelfs een "nuttige, ordenende functie kan hebben". Dit heeft in Nederland de facto de weg opengemaakt naar de decriminalisering van polygamie en een extra onderscheid ingevoerd tussen het samenlevingscontract en het burgerlijk huwelijk.
In 2009 schreef Hirsch Ballin, de minister van Justitie in het Kabinet Balkenende-IV, mede namens minister Van der Laan voor Wonen, Wijken en Integratie, naar aanleiding van een ingesteld onderzoek een brief aan de Tweede Kamer waarin hij zich uitsprak tegen het ontstaan van een "parallelle samenleving" en tevens inging op het onderwerp polygamie.
In Nederland zouden er geen polygame huwelijken kunnen worden gesloten met een juridisch bindend karakter, en scheidingen op grond van de sharia mogen niet worden uitgesproken als ze enig rechtsgevolg zouden kunnen hebben. Naar de mogelijkheden om de strafbaarstelling van polygamie uit te breiden zou nader onderzoek worden gedaan. De resultaten van een rechtsvergelijkend onderzoek naar de erkenning van polygame huwelijken zijn 26 januari 2010 aangeboden aan de Tweede Kamer.

## Standpunt van internationale organisaties
Op basis van internationale verdragen en uitspraken van internationale organisaties bestaat er in toenemende mate
consensus dat polygamie in strijd met het gelijkheidsbeginsel is. In de landen waar polygamie wordt toegestaan, is dit vaak aan mannen voorbehouden, wat er toe leidt dat vrouwen hun civiele en politieke rechten slechts beperkt kunnen uitoefenen. Vanwege de discriminerende werking van polygamie verplicht het internationale recht landen om polygamie te verbieden.
Een van de internationale instrumenten die hier van belang zijn, is het VN-verdrag inzake de uitbanning van alle vormen van discriminatie van vrouwen (CEDAW). In de algemene aanbevelingen uit 1993 inzake dit Verdrag heeft het CEDAW-Comité expliciet naar de discriminerende werking van polygamie verwezen. Het comité stelt dat: “Polygame huwelijkssluiting tegenstrijdig is met het vrouwenrecht tot gelijkheid met de man, en kan zulke serieuze emotionele en financiële consequenties voor haar en haar nakomelingen hebben dat zulke huwelijken ontmoedigd en verboden dienen te worden.”
Het Committee on the Elimination of Discrimination Against Women (CEDAW), de Human Rights Council (HRC), het VN-comité voor economische, sociale en culturele rechten (CESCR) en het Committee on the Rights of the Child (CRC) hebben alle geconcludeerd dat polygamie in strijd is met het gelijkheidsbeginsel en het belang van het kind.

## Negatieve maatschappelijke en sociale effecten
In landen waar polygynie veel voorkomt is er grote sociale ongelijkheid. Er zijn ongeveer evenveel mannen als vrouwen. Alleen rijke mannen zouden het zich kunnen permitteren om veel vrouwen te kopen met een bruidsschat en dus zouden veel arme mannen niet kunnen trouwen en een gezin stichten. Dit zou sociale onrust en onvrede veroorzaken. Door polygamie zou de (in geval van toepassing) te betalen bruidsschat aan de familie van de vrouw omhoog gaan, door de marktwerking. Mannen moeten langer doorwerken om de bruidsschat te betalen. Bij de erfenis van een rijke man met veel vrouwen en veel zonen zou er weinig om te verdelen zijn en moeten de meeste zonen hun eigen weg zoeken buiten de familie en dorp. Volgens veel wetenschappers zijn de maatschappijen gebaseerd op polygamie instabiel. Bij de twintig meest instabiele staten volgens de Fragile State index van de NGO Fund for Peace is polygamie mede een factor.

## Afbeeldingen

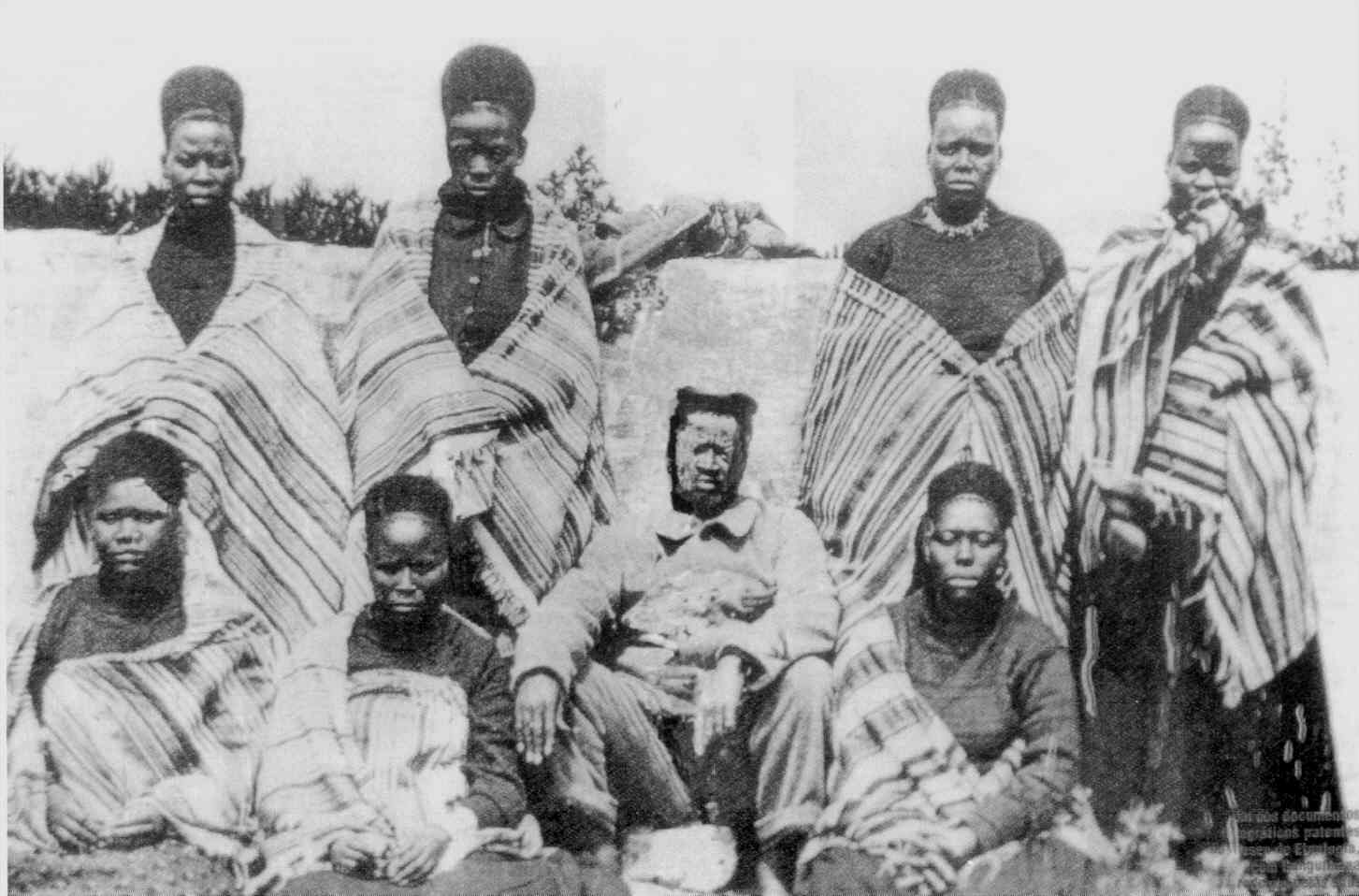
Ngungunhane (1850-1906), of Gungunhana, de laatste keizer van Gaza (in Mozambique), met zijn zeven vrouwen in ballingschap in Portugal (1896)
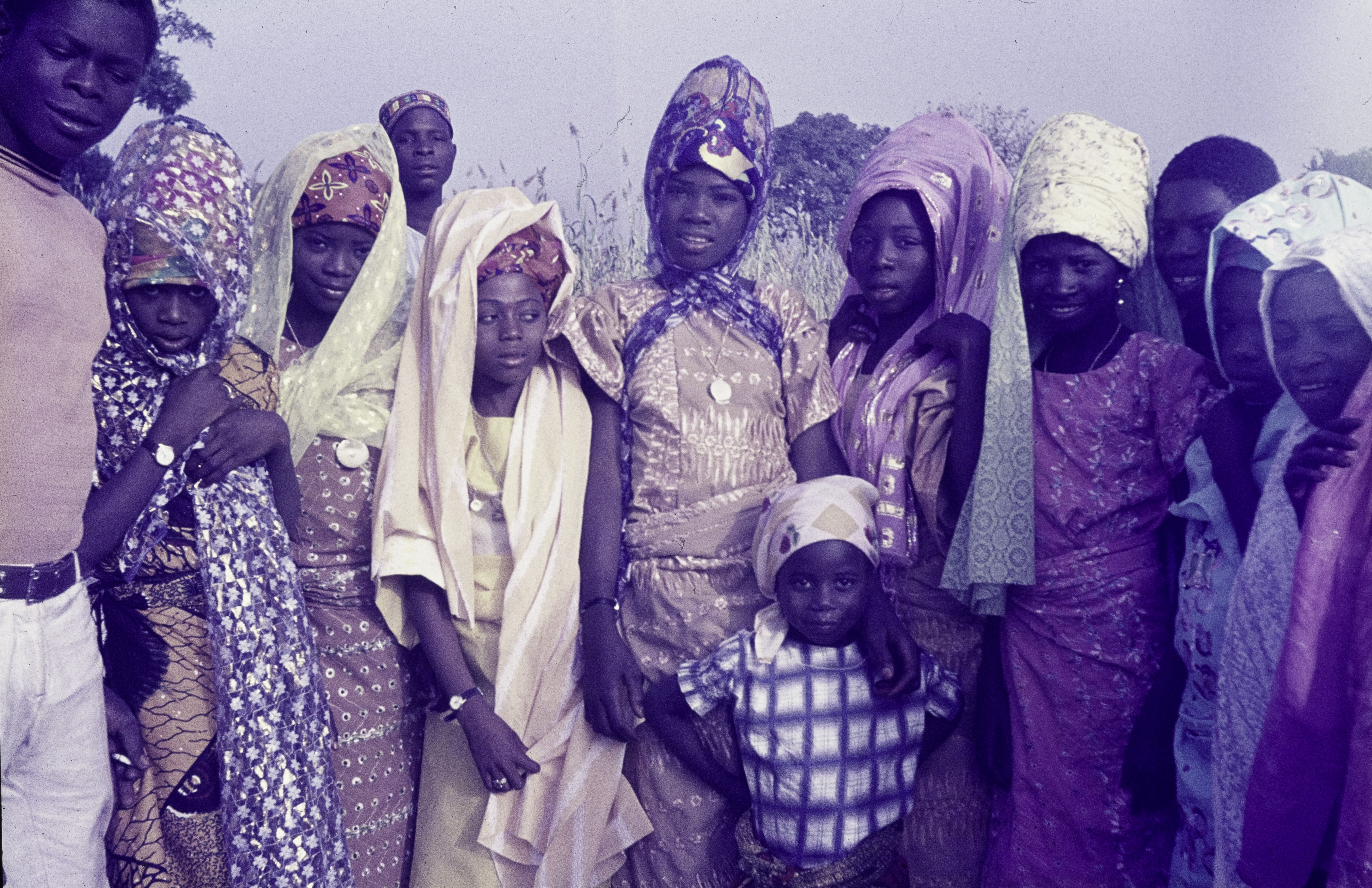
De chauffeur (op de achtergrond) van Toro Teachers College trouwt zijn derde echtgenote (midden links), Toro, Nigeria (1970-1973), Aart Rietveld, Afrika-Studiecentrum